# Vera Nabókova
Vera Nabókova (de soltera Slónim; San Petersburgo, 5 de enero de 1902 - Vevey, 7 de abril de 1991) fue una editora y traductora rusa, esposa de Vladímir Nabókov.

## Biografía

### Infancia
Vera Yevséievna Slónim nació el 5 de enero de 1902 en San Petersburgo en el seno de una familia judía.
Fue la segunda de tres hermanas (junto a Helena, 18 meses mayor que ella, y Sonia, nacida en 1908), siendo sus padres Yevséi Lázarevich Slónim y Slava Borísovna Féiguina.
Su padre, abogado de carrera, apenas siguió durante unos años esta profesión, seguramente debido a las restricciones y cuotas impuestas a los profesionales judíos. Así, en 1899, coincidiendo con su matrimonio, abandonó la práctica de la abogacía para dedicarse al comercio de azulejos. No sería el único cambio de actividad durante su vida profesional, sino que estos serían variados, implicando en cada salto una mejora en su situación económica. De esta forma, Vera disfrutó de una infancia en un entorno acomodado.
La mayor parte de su formación fue llevada a cabo dentro del propio hogar a cargo de diversas institutrices, aunque también asistió de forma esporádica al Gymnasium de la Princesa Aleksandra Obolénskaya. En los registros de esta escuela queda demostrada la precocidad de Vera, que iba adelantada tres cursos con respecto al que le correspondía por su edad, para lo cual tuvo que recibir un permiso especial por parte del Ministerio de Educación.
Se manejaba con absoluta fluidez en cuatro lenguas -además del ruso, inglés, francés y alemán-, estaba versada en los clásicos de la literatura y leía habitualmente la prensa (llegó a declarar que recuerda haber leído su primer periódico con tres años). Igualmente, su memoria era digna de mención: podía recordar de por vida un poema tras sólo dos lecturas del mismo.
Su formación quedó interrumpida por la Revolución de octubre de 1917, tras la cual vivió durante 6 meses en Moscú. Aunque volvieron a San Petersburgo -rebautizada como Petrogrado en agosto de 1914- la estancia fue efímera, pues la familia Slónim abandonó definitivamente la ciudad, mediante un periplo que los llevó a Odesa, Estambul, Sofía, Viena y Berlín, donde se establecieron definitivamente en 1921.

### Juventud
Los comienzos de la vida de Vera Slónim en Berlín fueron bastante acomodados. Su padre había conseguido vender a buen precio las propiedades que dejó en Rusia tras su huida, al tiempo que actuó de agente en la venta de las de otros compatriotas.
La población de exiliados rusos en la capital alemana era, por aquel entonces, de aproximadamente medio millón de personas, lo que implicaba una intensa vida social en la que Vera se integró perfectamente.
A diferencia de sus hermanas, que continuaron sus estudios en el extranjero -Helena obtuvo una licenciatura en Lenguas Modernas en La Sorbona de París y Sonia acudió a un internado próximo a Lausana-, no asistió a la Universidad. Desde 1922, comenzó a trabajar para la empresa de importación/exportación de su padre, realizando trabajos de secretaria y traducción. Por las mismas fechas, en el edificio de dicha empresa y con el apoyo de Yevséi Slónim, se creó la editorial Orbis, en la que Vera trabajó como traductora. Vladímir Nabókov acudiría a dicha oficina, pero no sería allí donde conocería a Vera.
En 1924, se rompió el matrimonio Slónim; Yevséi, el padre, abandonó el hogar para irse a vivir con Anna Féiguina, sobrina de su esposa y veinticinco años más joven que él. Este hecho ocasionó tensiones familiares adicionales: Vera y Sonia se llevaban bastante bien con Anna Féiguina, lo que erosionó la relación con su madre y su hermana Helena. Rota la familia, Vera se trasladó a vivir a una habitación alquilada.
Por aquella época, debido a la situación de hiperinflación en Alemania, comenzaron los problemas económicos en las empresas de Yevséi que llevarían a este a la quiebra.
Yevséi Slónim falleció el 28 de junio de 1928, víctima de una septicemia causada por una bronconeumonía; su esposa, Slava, fallecería poco después a causa de un infarto, el 18 de agosto.
El encuentro entre Vera Slónim y Vladímir Nabókov se produjo el 8 de mayo de 1923 en una fiesta de disfraces benéfica. Nabókov, que era ya relativamente conocido entre la emigración rusa en Berlín por su actividad como poeta escribiendo bajo el seudónimo Sirin, había visto como pocos meses antes su compromiso matrimonial era roto por parte de su prometida, Svetlana Siewert.
El amor surgió inmediatamente entre ambos; Nabókov, cuyo éxito entre las mujeres era amplio, al fin encontró en Vera a alguien capaz de entenderlo a la perfección, tanto a él como a su arte, y con quien podía comunicarse de forma franca y sin restricciones (casualmente, ambos eran sinestésicos).
La boda se produjo apenas dos años después, el 15 de abril de 1925, delante de únicamente dos conocidos no especialmente íntimos que actuaron como testigos. La notificación al resto de amistades y familiares -la madre y hermanas de Nabókov vivían por aquel entonces en Praga- se realizó mediante una simple tarjeta: las reticencias que el origen judío de Vera podían generar en alguno de sus conocidos pudo ser una de las causas de la poca publicidad dada al evento.
La situación económica del nuevo matrimonio no era en absoluto desahogada: al tiempo que escribía poemas, piezas teatrales y sus primeras novelas, Nabókov, impartía clases particulares de idiomas; Vera multiplicó su esfuerzo, trabajando de secretaria, traductora, mecanógrafa, taquígrafa y maestra. Se convirtió así en el principal sustento económico de la familia, con vistas a liberar a Vladímir, en la medida de lo posible, de otras actividades más rentables y que pudiera dedicar el máximo tiempo a la literatura.
Además de estas tareas para terceros, Vera se convertiría, desde el momento de su enlace y hasta su muerte, en ayudante imprescindible de su marido: lectora, mecanógrafa, editora, correctora de pruebas, traductora y bibliógrafa; y, no sólo en el ámbito literario, sino que tomó la responsabilidad de todas la tareas prácticas de la pareja: secretaria, agente, administradora, asesora jurídica y chófer.
El 10 de mayo de 1934, Vera dio a luz en una clínica privada a Dmitri Nabókov, que sería el único hijo de la pareja. Este hecho, al igual que la boda, pilló por sorpresa a muchos de sus conocidos, pues no fue anunciado hasta que tuvo lugar: reserva emocional, discreción y celo por la intimidad serían constantes comunes del carácter de Vera, que sólo permitió que salieran a la luz los aspectos profesionales de su marido. Existen indicios de que este no fuera el único embarazo de Vera sino que hubo otros -al menos uno anterior y otro posterior- que acabaron en abortos espontáneos.
La situación de la pareja en Berlín era cada vez más difícil, tanto en el plano económico -a finales de 1932 había siete millones de parados en Alemania- como en el sociopolítico -con todas las circunstancias derivadas del hundimiento de la República de Weimar y la ascensión al poder de Adolf Hitler. En el caso de Vera la dificultad era triple: como mujer, emigrada rusa y judía. El traslado de la residencia familiar a París era una posibilidad que comenzó a valorarse por aquella época, pues era el nuevo centro de la emigración y, allí, Vladímir era cada vez más conocido, realizando diversas giras para dar conferencias a partir de 1932. Sin embargo, la reticencia al cambio por parte de Vera, así como la imposibilidad, debido a cuestiones legales, de trabajar en la capital francesa fue retrasando dicha decisión, hasta el momento en que la situación se hizo insoportable en Berlín.
En enero de 1937, Vladímir Nabókov abandonó, para no volver durante el resto de su vida, definitivamente Alemania: el plan era visitar Francia, Bélgica y Reino Unido para dar una serie de conferencias y reunirse con editores y otros contactos literarios; Vera se reuniría con él unas pocas semanas después, ya en Francia, donde se establecerían. Sin embargo, en la correspondencia que mantuvieron durante ese periodo, Vera fue retrasando cada vez más la decisión, intentando incluso cambiarla, con diversas excusas (viajar a Praga a visitar a la madre de Nabókov o acudir a un balneario para curar su reuma); hasta que en una de las misivas se descubrió la causa de estas reticencias: Vera acusó a su marido de que le estaba siendo infiel en París con otra emigrada rusa, Irina Yúrievna Guadanini, lo que este negó categóricamente.
Vladímir terminó cediendo a los deseos de su esposa y se trasladó a Praga, donde pasaron unos días con la madre de este; tras ellos se desplazaron primero a París y luego a Cannes, a pasar unas breves vacaciones. Es aquí donde Nabókov confesó a Vera que, efectivamente, le había sido infiel. La pasión amorosa no había terminado y Vladímir continuó escribiéndose con Irina e incluso llegaron a verse de nuevo en Cannes; sin embargo, finalmente, rompió de forma definitiva toda relación con ella para intentar salvar su matrimonio. Este fue el momento más crítico de los Nabókov como pareja.
La situación económica durante su residencia en Francia no haría sino empeorar; ninguno de los dos Nabókov disponía de documentación que les permitiera obtener un puesto de trabajo y los ingresos por las actividades literarias de Vladímir eran muy limitados, teniendo que pedir dinero prestado a amistades y diversas asociaciones de ayuda a emigrados. La situación política en el continente tampoco era mejor, con el comienzo de la Segunda Guerra Mundial; así, la madre de Nabókov murió un Praga en un hospital de ínfima categoría, sin que su hijo pudiera ir a visitarla ni enviarle dinero.
Finalmente, el matrimonio Nabókov tomó la decisión de trasladarse a los Estados Unidos; no fue fácil ni la obtención de la documentación (para la consecución del permiso de salida Vera llegó a sobornar a un funcionario) ni del dinero para el traslado (consiguieron billetes a mitad de precio gracias a una asociación de ayuda a judíos), pero el 19 de mayo de 1940 -pocos días antes de la invasión alemana de Francia- consiguieron embarcar en Saint-Nazaire en el navío Champlain, llegando a Nueva York el 27 de mayo de 1940. Dmitri se encontraba enfermo, con fiebre de 40°, pero no era posible retrasar el viaje; en Francia dejaron amistades y familiares, algunos de los cuales murieron en campos de concentración nazis -como Serguéi, el hermano de Vladímir- así como bienes, libros y manuscritos.

### Madurez
De los distintos cambios de país de residencia que había sufrido Vera a causa de la convulsa historia del siglo XX, la llegada a Norteamérica fue el que más dificultad le supuso: de los idiomas que hablaba, el inglés era el que menos dominaba y, además, las costumbres en Estados Unidos eran muy distintas a las europeas en general y a las rusas en particular. En Alemania y Francia, los Nabókov estuvieron inmersos en el mundo de la emigración, en América eran extranjeros.
Pese a estos impedimentos y a su carácter -introvertida, orgullosa y un tanto inflexible a la hora de plegarse a las costumbres locales-, más pronto o más tarde, Vera llegó a integrarse en cierta medida en su país de acogida. El 12 de julio de 1945, realizaron las pruebas para obtener la ciudadanía estadounidense.
Los comienzos no fueron fáciles: Vladímir pasó de ser una cierta celebridad en Alemania y Francia a ser casi un completo desconocido en Estados Unidos.  Pero, poco a poco,  comenzó a ser reclamado desde Universidades y otros centros de enseñanza para impartir conferencias y cursos, aunque aún sin plaza fija y con unos ingresos no excesivamente elevados. Así, durante la mayor parte de la década de los cuarenta el matrimonio Nabókov residió en Wellesley y Cambridge debido a los cursos dados en el Wellesley College.
Además del aspecto docente y del literario, en esta época emergió un tercer perfil de Nabókov, el de lepidopterólogo; si bien desde su infancia había tenido un gran interés por las mariposas, fue en Estados Unidos donde su afición avanzó un paso hasta convertirse en estudio científico desarrollado, primero, en el Museo Americano de Historia Natural y, posteriormente, en el Museo de Zoología Comparada de Harvard. Durante su estancia en Wellesley y Cambridge, Nabókov dedicó gran parte de su jornada en este último museo, en el que cobraba un mísero sueldo, pese a la oposición de Vera, más pragmática y preocupada por el futuro económico de la familia.
Vera apenas si realizó pequeños trabajos, como clases particulares y traducciones. El único puesto laboral de cierta entidad que obtuvo fue para el periódico France Forever; sin embargo, su colaboración fue efímera -de enero a marzo de 1941- pues debido a un ataque de ciática perdió el puesto de trabajo.
Vera se fue convirtiendo, paulatinamente, en una colaboradora a tiempo completo de su esposo, abandonado la búsqueda de otras actividades laborales independientes. A partir de aquella época se hizo cargo por completo de toda la correspondencia de Vladímir Nabókov, tanto la profesional como la personal, así como el contacto con los editores. Colaboró en la preparación de las lecturas, conferencias y cursos, ayudando a escribir los temarios e, incluso, sustituyendo a su marido cuando este no podía impartirlas (incluyendo, por ejemplo, tres trimestres completos en 1947 en que Nabókov se ausentó por enfermedad).
Durante el verano de 1948, Vera aprendió a conducir y compró su primer automóvil, convirtiéndose así también en la conductora de la familia (Vladímir Nabókov, como siempre, alejado de los aspectos prácticos de la vida, nunca llegó a aprender). No sólo actuó de chófer en la vida diaria, sino que permitió al matrimonio la realización de múltiples viajes por Estados Unidos, principalmente por la zona Oeste, en periodos vacacionales a la busca y captura de mariposas. Este recorrido por las carreteras estadounidenses se vería reflejado, en parte, en Lolita.
En 1948, Vladímir Nabókov abandonó el Wellesley College para aceptar un puesto en la Universidad de Cornell (Ithaca). El sueldo no era alto pero, pese a no evitar las estrecheces económicas, sí consiguieron cierta estabilidad, de la que habían carecido hasta entonces.
Vera se convirtió en ayudante permanente de su esposo: lo acompañaba allá donde fuese por el campus, acudía a las clases, sentándose en primera fila e interviniendo en estas -que llegaban a convertirse en algunos momentos en un intercambio de comentarios eruditos sobre literatura rusa y europea-, así como se ocupaba de otras tareas más mundanas, tales como limpiar el encerado, repartir papeles entre los alumnos y vigilar durante los exámenes, que luego también corregiría ella.
Tan oficial llegó a ser la colaboración de Vera que consiguieron que fuera remunerada por parte de la Universidad; la reputación que adquirieron los cursos de Nabókov llevó a un aumento muy importante del número de alumnos matriculados, lo que implicaba un trabajo adicional que justificó la contratación de un ayudante.
A finales de 1953, Vera terminó de mecanografiar Lolita, la novela que haría universalmente famoso a su esposo y que cambiaría de forma radical la vida de ambos. Vladímir llevaba varios años trabajando en ella, sin tener claro siquiera que fuera a conseguir publicarla debido a lo escabroso del argumento; de hecho, intentó destruir varias veces la caja de fichas que componían el manuscrito, evitándolo en todas las ocasiones Vera, casi sacándolo de las llamas en una de ellas.
Efectivamente, todos los editores a los que fueron presentando la novela (en el más absoluto de los secretos y con la exigencia de que fuera publicado como anónimo) la rechazaron: el riesgo de verse envueltos en una denuncia por obscenidad era demasiado alto. Finalmente, decidieron enviarla a editores extranjeros; en 1954, contactaron con Maurice Girodias, cuya editorial, Olympia Press, tenía en su catálogo varios libros de corte erótico y pornográfico y que terminaría por hacerse con los derechos del libro en lengua inglesa. Así, en 1955, se publicó por primera vez, en Francia y en inglés, Lolita.
Un momento clave para su difusión fue cuando, a finales de dicho año, Graham Greene la calificó como una de las tres mejores novelas del año. A partir de entonces, su fama creció como la espuma, no dejando indiferente a nadie: desde la crítica más absoluta por la obscenidad de lo tratado a los halagos incondicionales por sus cualidades literarias.
A partir de aquí, con más o menos dificultades según la legislación y la apertura de miras de cada uno de los países, Lolita se fue traduciendo a diversos idiomas y publicando en múltiples países (incluyendo Estados Unidos, donde apareció en agosto de 1958), obteniendo ventas millonarias.
Vladímir Nabókov pasó a ser en poco tiempo de un casi anónimo profesor universitario a un famoso escritor acosado por los medios de comunicación; Vera, pese a su carácter reservado, no pudo evitar a estos últimos: también era de interés público, pues se buscaba en ella al modelo de la nínfula de la novela; muchos se sorprendieron al descubrir en la esposa de Nabókov a una señora de más de cincuenta años, alta, delgada, de piel clara y melena blanca, culta y de porte distinguido: la antítesis de Lolita.
No sólo los medios de comunicación supusieron nuevas tareas para Vera, sino que vio como sus actividades anteriores se multiplicaron: el volumen de la correspondencia, el número de editores con los que tratar y de traducciones a supervisar (además de las nuevas obras, se comenzaron a recuperar las anteriores) se dispararon. Esta carga de trabajo, difícilmente asumible por una única persona (y más teniendo en cuenta el afán de perfeccionismo de Vera y su deseo de aislar a su esposo de todo aquello que no fuera la escritura), no hizo sino aumentar durante el resto de la vida de Vera, mientras la salud se lo permitió.
Mientras, Dmitri, el hijo del matrimonio, se había licenciado cum laude en 1955 en la Universidad de Harvard. Comenzó a realizar traducciones, tanto de obras de Vladímir como de terceros, lo que añadió nuevas responsabilidades a Vera, con vistas a asegurar la dedicación de su hijo y el cumplimiento de los plazos. Si bien Dmitri continuaría con esta tarea durante años, orientó su carrera hacia la ópera, lo que finalmente lo llevaría a establecer su residencia en Italia.

### Últimos años
En enero de 1959, Vladímir impartió su última lección en la Universidad de Cornell y en septiembre de ese mismo año renunció a su plaza; las estrecheces económicas del matrimonio ya habían quedado atrás y no necesitaban los ingresos seguros del puesto universitario (de hecho, cómo pagar menos impuestos se convirtió en uno de sus principales problemas por esa época, para el que Vera tuvo que echar mano de asesores), pudiendo Vladímir dedicar todo su tiempo a la escritura.
Dejaron Estados Unidos en dirección a Europa, en principio como algo temporal, para promocionar Lolita y pasar unos meses de vacaciones; sin embargo, nunca más volverían a residir en América, y sus estancias allí serían ya escasas.
En agosto de 1961, sin ánimo inicial de permanencia, se instalaron en el Hotel Palace de la localidad suiza de Montreaux. Sin embargo, este establecimiento terminó convirtiéndose en la residencia del matrimonio hasta el final de sus vidas: además de la belleza del enclave, la situación geográfica era ideal, en una ubicación más o menos centrada que favorecía la llegada de sus editores europeos, a dos horas en coche de Milán -residencia de Dmitri- y a una hora de Ginebra -donde vivía Elena Sikórskaya, hermana de Vladímir-, al tiempo que era un lugar de relativa tranquilidad, salvo en verano, adecuado para que una celebridad como Vladímir Nabókov fuera molestado lo mínimo.
La fama de su esposo implicaba nuevas cargas de trabajo -correspondencia, traducciones, negociaciones con editores, recuperación de obras antiguas, gestiones financieras y fiscales, contacto con los medios y estudiosos- para Vera. A finales de 1967, era tal el volumen del mismo, que tuvo que buscar ayuda: el Hotel les facilitó la contratación de Jacquelline Callier como secretaria a tiempo parcial (tres tardes a la semana), puesto que ocupó hasta el fallecimiento de Vera.
En marzo de 1968, viajó a Estados Unidos para traer a su prima Anna Féiguina desde Nueva York, donde vivía, ya que no estaba en condiciones de valerse por sí misma. En Montreaux, quedó instalada en un apartamento con una asistenta interna; pese a todo, esto supuso nuevas cargas para Vera. En ese mismo año, su hermana Sonia Slónim, con quien también mantenía una buena relación, se traslada desde Nueva York a Ginebra. En cambio, con su hermana Helena, que vivía en Suecia, la relación (principalmente epistolar, pues sólo se vieron una vez, en 1962, desde el regreso de Vera a Europa) siguió siendo muy tirante.

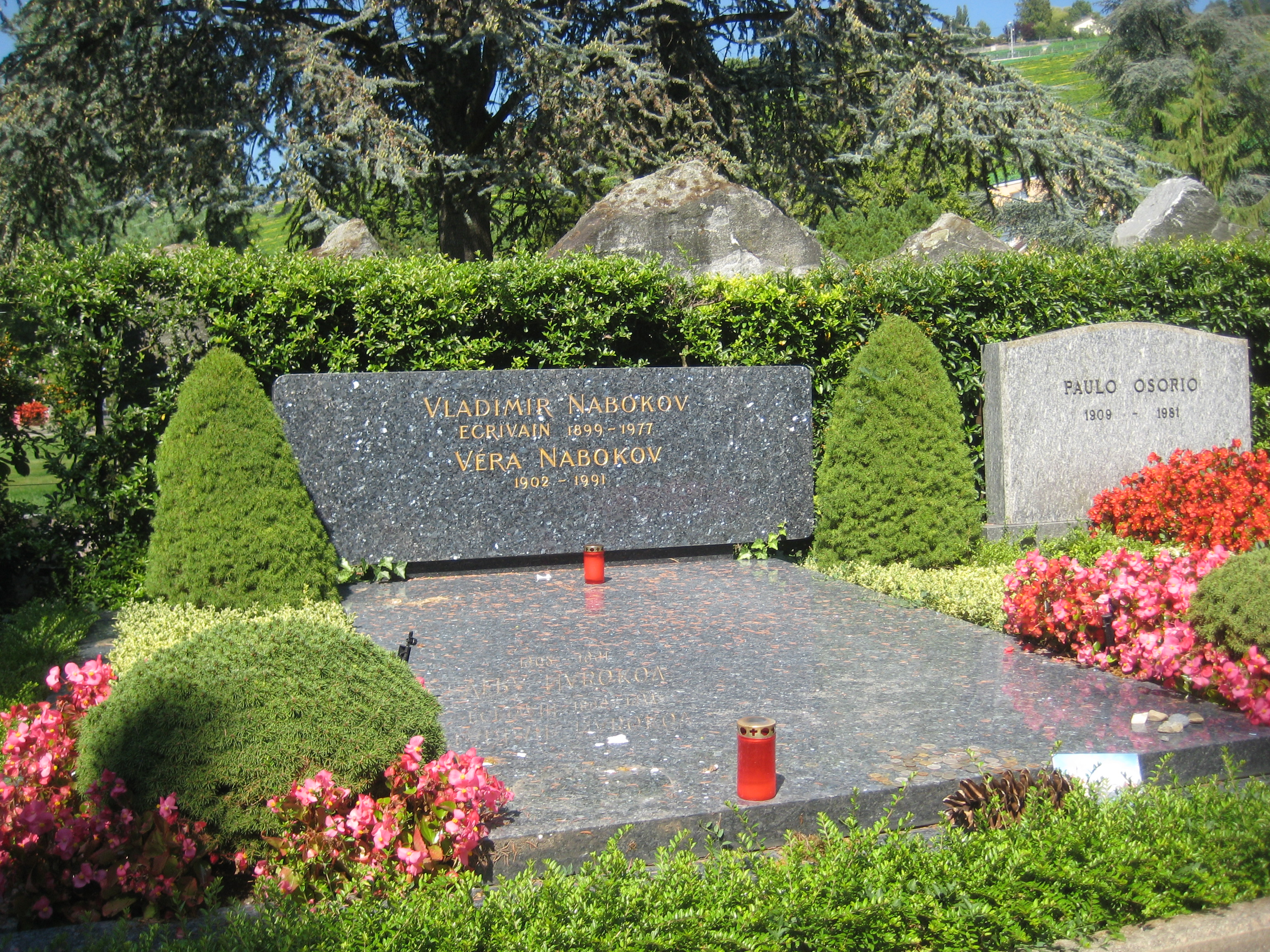
Tumba de Vladímir y Vera Nabókov en Cimetière de Clarens (Suiza)

A partir de 1975, la salud de Vladímir comenzó a empeorar debido a diversas caídas, una extracción de un tumor prostático y, sobre todo, una infección contraída en 1976 y que, probablemente, fue la principal causa de su fallecimiento el 2 de julio de 1977.
A pesar de la muerte de su marido, la ingente tarea de Vera continuó siendo la misma, mientras la fuerza y la salud se lo permitieron; durante este periodo, entre otras actividades, revisó la traducción al francés de ¡Mira los Arlequines!, al alemán de Habla, memoria, al italiano de los poemas de Nabókov, y acometió en solitario la traducción al ruso de Pálido fuego.
En 1980, su hijo Dmitri sufrió un accidente automovilístico que le causó gravísimas quemaduras y lo mantuvo 42 semanas en cuidados intensivos; Vera, ya avejentada y de frágil salud, permaneció todo ese periodo junto a él.
Durante la última década de su vida, su estado fue empeorando: tenía Parkinson, se le implantó un marcapasos, sufrió una fractura de clavícula y la vista y oído eran cada vez más deficientes; falleció el 7 de abril de 1991 en el Hospital de Vevey (desde el año anterior vivía en un apartamento por obras el Hotel Palace).
Fue incinerada y sus cenizas fueron enterradas en la misma tumba que las su marido.